# Ratpenat de ferradura acuminat
El ratpenat de ferradura acuminat (Rhinolophus acuminatus) és una espècie de ratpenat de la família dels rinolòfids. Viu a Cambodja, Indonèsia, Laos, Malàisia, Myanmar, Tailàndia i el Vietnam. El seu hàbitat natural són els boscos primaris i secundaris, així com els matolls de bambú. No hi ha cap amenaça significativa per a la supervivència d'aquesta espècie, tot i que està afectada per la pertorbació de les coves.